# Jules Favre

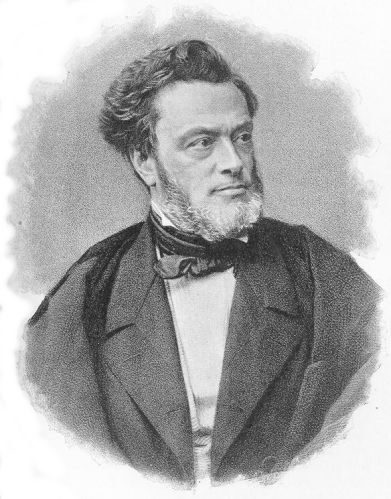
Jules Favre

Jules Claude Gabriel Fravre (Lyon, 21 maart 1809 - Versailles, 19 januari 1880) was een Frans politicus. Hij was een van Les Cinq.

## Biografie

### Opleiding en vroege carrière
Jules Favre werd op 21 maart 1809 geboren in Lyon. Hij studeerde rechten en was vervolgens advocaat. Tijdens de Julirevolutie van 1830 verklaarde hij zich republikeins. Het was voor Favre dan ook een teleurstelling dat er geen einde werd gemaakt aan de monarchie en Lodewijk Filips de troon besteeg als "Burgerkoning" (9 augustus 1830). Tijdens de Julimonarchie (1830-1848) verdedigde hij tijdens processen politieke tegenstanders van de monarchie en gaf hijzelf ook blijk van zijn republikeinse sympathieën.
Jules Favre werd na Februarirevolutie van 1848, die een einde aan de monarchie maakte, voor Lyon in de Nationale Grondwetgevende Vergadering (Assemblée Mationale Constituante) gekozen. In de Grondwetgevende Vergadering was hij een van de leiders van de gematigde republikeinen, die zich verzetten tegen de socialisten. Na de verkiezing van Lodewijk Napoleon Bonaparte tot president in december 1848, ging hij in de oppositie. Na de staatsgreep van 2 december 1851, waarbij Lodewijk Napoleon Bonaparte alle macht naar zich toetrok, trachtte hij met Victor Hugo en anderen in Parijs een revolutie te organiseren tegen de president, maar slaagde hier niet in. Favre trok zich na de staatsgreep uit de politiek terug en werd opnieuw advocaat.
In 1858 verwierf Favre faam als advocaat van Felice Orsini, de man die op 14 januari van dat jaar een mislukte aanslag had gepleegd op keizer Napoleon III.
Jules Favre werd bij de parlementsverkiezingen van 1857 in het Wetgevend Lichaam (Corps Législatiff) gekozen voor Parijs en behoorde tot "de Vijf" (Le Cinq), een groep van vooraanstaande republikeinen die de voornaamste oppositie tegen de keizerlijke regering vormden. In 1863 werd hij fractievoorzitter van de republikeinse fractie in het Franse parlement. Hij verzette zich, middels heldere uiteenzettingen, in het parlement tegen de Franse interventie in Mexico (1861-1867) en de bezetting van Rome (1849-1870) en dit leverde hem in 1867 een zetel in de Académie Française (Franse Academie) op.

### Rol tijdensFrans-Duitse Oorlogen deDerde Franse Republiek

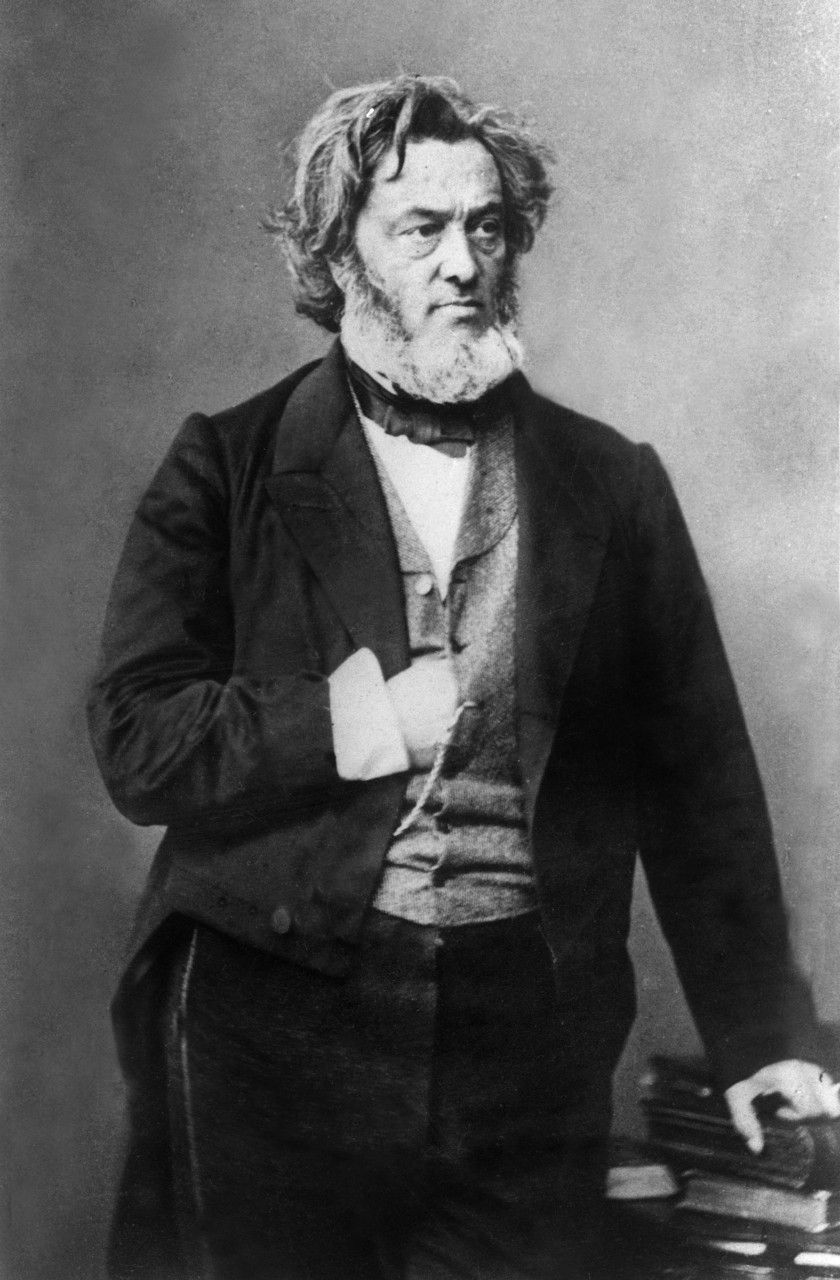
Foto van Jules Favre door Nadar

Samen met Adolphe Thiers verzette hij zich in 1870 tegen de oorlog tegen Pruisen. Toen het nieuws Parijs bereikte van de nederlaag van het Franse leger bij Sedan, waarbij de keizer werd gevangengenomen, eiste Favre de beëindiging van de monarchie. Op 4 september 1870 werd door Favre en Léon Gambetta de republiek uitgeroepen en kwam er een Regering van Nationale Verdediging (Gouvernement de la Défense Nationale) tot stand onder het presidentschap van generaal Louis Jules Trochu. Favre werd benoemd tot vicepresident en minister van Buitenlandse Zaken. Zijn voornaamste taak was het beginnen van onderhandelingen met de zegevierende Duitsers. Hij bleek echter te weinig diplomaat voor deze taak. Op 6 september 1870 hield hij een befaamde rede waarin hij verklaarde dat Frankrijk "aan Duitsland geen pouce (inch) land, of een steen van een fort" zou afstaan. Op 19 september had hij een ontmoeting met Otto von Bismarck, de Pruisische kanselier, waarbij de laatste duidelijk liet weten dat Frankrijk de Elzas en Lotharingen zou moeten afstaan aan Duitsland.
Jules Favre verzette zich tijdens het begin van het Beleg van Parijs tegen de overplaatsing van de regering naar Bordeaux. Op 28 januari 1871, zonder te overleggen met de regering in Bordeaux, sloot Favre namens de Franse regering een wapenstilstand met Duitsland. Hier rees verzet tegen onder de felle nationalisten onder Gambetta, die de oorlog wilden voortzetten tot het einde. Overigens vergat Favre de legertop in te lichtten dat het Oostelijke Leger niet onder de wapenstilstandsbepalingen viel en haar toevlucht moest nemen in neutraal gebied. Het 80.000 man sterke Oostelijke Leger werd door het Duitse leger aangevallen en leed zware verliezen (15.000 man). Uiteindelijk wist het restant haar toevlucht te nemen in Zwitserland.
Zijn optreden tijdens de vredesonderhandelingen die volgden op de wapenstilstand stelde Favre zich zwak op. De onderhandelingen werden volledig gedomineerd door Bismarck en Favre accepteerde alle bepalingen van het door de Duitsers opgelegde Verdrag van Frankfurt, dat op 10 mei 1871 door hem mede werd ondertekend.
Een fel criticus van de Commune van Parijs, bepleitte hij de onderdrukking van de Commune en schold hevig op haar leden. Dit laatste leidde tot protesten van sommige leden van de Kamer van Afgevaardigden (Chambre des Députés).
Jules Favre, in diskrediet gebracht door zijn optreden als onderhandelaar en zijn felle verzet tegen de Communards, trad op 2 augustus 1871 af als minister van Buitenlandse Zaken in het kabinet-Dufaure. Hij bleef echter als lid van de Kamer van Afgevaardigden voor het departement Rhône een politicus van betekenis. Op 30 januari 1876 werd hij in de Senaat (Sénat) gekozen. Tot het einde van zijn leven bleef hij zich verzetten tegen de rechtse tegenstanders van de republiek.
Hij overleed op 69-jarige leeftijd, op 19 januari 1880 in Versailles.

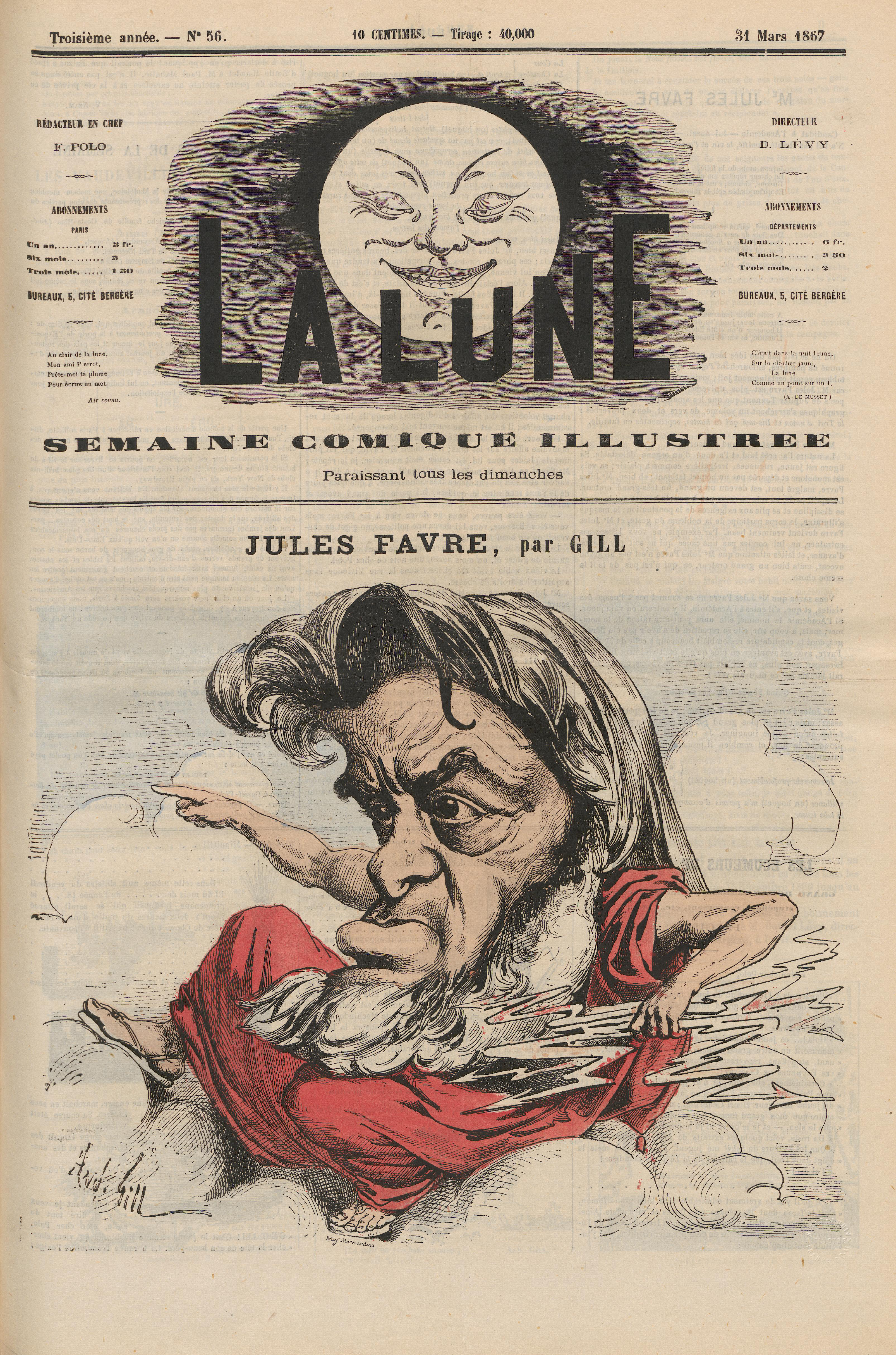
Spotprent van Jules Favre door André Gill

Als Protestant van liberale overtuiging, was voorstander van een seculier onderwijs. Zijn vrouw, geboren Caroline Velten, was na de dood van haar man twintig jaar lang directrice van de École Normale Supérieure de Jeunes Filles.

## Werken
- La Liberté de la Presse (1849)
- Défense de F. Orsini (1866)
- Discours de réception a l'Académie française (1868)
- Discours sur la liberté intérieure (1869)
- Dans Le Gouvernement de la Défense Nationale, 3 dln. (1871-1875) -- In dit laatste boek verdedigt Favre zijn optreden tijdens de Frans-Duitse Oorlog